# Lébényi templom
A lébényi Szent Jakab apostol-plébániatemplom román stílusban épült középkori keresztény templom, Magyarország egyik legjelentősebb középkori építészeti emléke, a Győrtől mintegy húsz km-re fekvő város országos hírű nevezetessége.

## Története

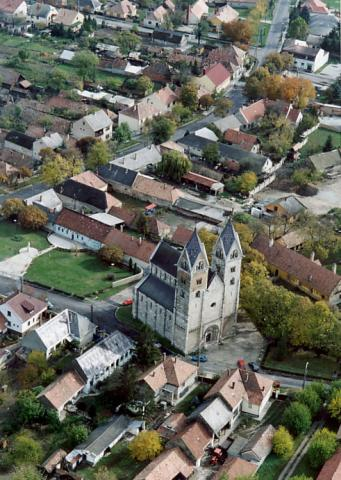
Légifelvétel

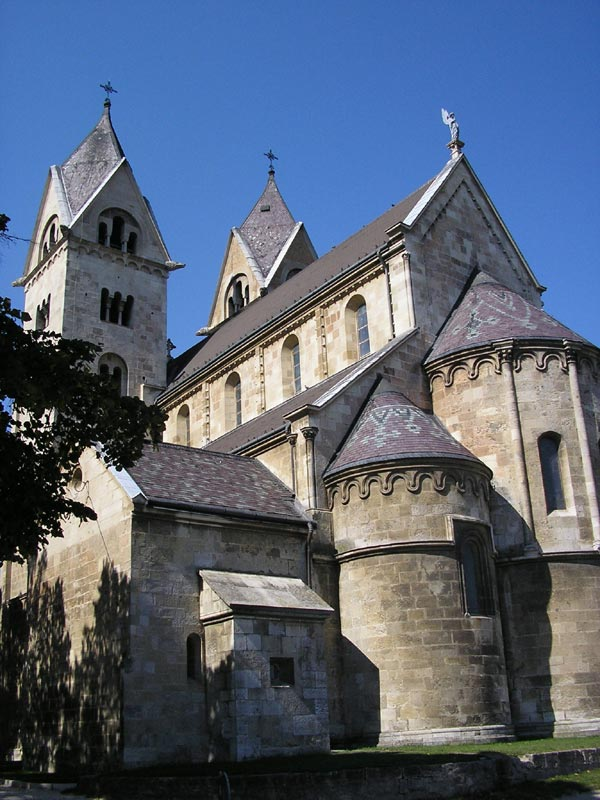
A templom keleti homlokzata

A műemlék épület az ország egyik legkorábbi nemzetségi monostortemploma. Története a 12–13. század fordulóján kezdődött, amikor – feltehetően egy Geur (Győr) nevű lovagtól származó – Poth comes (ispán) testvéreivel együtt a bencés szerzeteseknek birtokot adományozott, és azon számukra monostort alapított. Erről tanúskodik az az 1208-ban kiadott oklevél, melyben II. András király az erre a célra felajánlott adományt jóváhagyta. A templomot akkor valószínűleg már (fel)építették, hiszen külső falába vésve az 1206-os évszámot találták.
Az apátságot még ugyanabban az évszázadban kétszer – a tatárok, később pedig a cseh Ottokár király csapatai – pusztították el. A környék falvait 1529-ben a törökök égették fel, de Lébény esetleges megtámadásáról nem maradt fenn írásos emlék. Az 1541-et követő években a török betörések miatt a szerzetesek elhagyták itteni birtokaikat, Pannonhalmára költöztek, és a kolostor lakatlanná vált.
A romos apátságot 1631-ben a jezsuiták kapták meg, néhány éven belül az épületeket helyre is állították, ám a templomot 1683-ban a törökök ismét felégették, a tetőzet és az eredeti boltívek beszakadtak. Az újabb helyreállítás során a két toronyra sátortetőt építettek. A jezsuiták rendjük feloszlatása (1773) után elhagyták Lébényt, a kolostor másodszor is elnéptelenedett. A birtokok többségét a Zichy család szerezte meg, ők a templomot a falunak adták át, így az 1830-ban Lébény plébániatemploma lett. Az újabb helyreállítás során a romos kolostorépületek nagy részét lebontották, egy kisebbik részt pedig meghagytak a plébániának. A templomépület azonban 1841-ben újra tűzvész áldozata lett, tornyait utóbb egyszerű, barokkos sisakokkal látták el.
Végül a templom mai formáját a 19. század második felében nyerte el. A belső helyreállítást 1862–1865, a külső felújítást 1872–1879 között Friedrich von Schmidt neves bécsi építész közreműködésével August Ottmar Essenwein (1831–1892) német műépítész irányításával végezték el (akit közben 1866-ban kineveztek a nürnbergi Germanisches Museum igazgatójának). Felújításakor a templom a korábbi barokk helyett új toronysisakot kapott, a tornyokat pedig egy szinttel megemelték. A helyreállítás után a lébényi templom lett az ország első restaurált műemléke.

## A mai templomépület

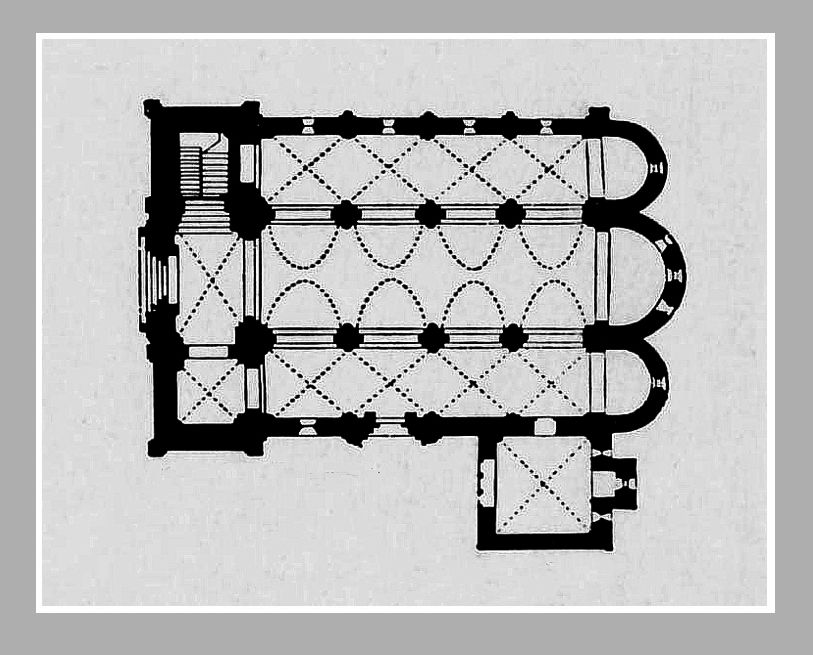
A műemléktemplom alaprajza

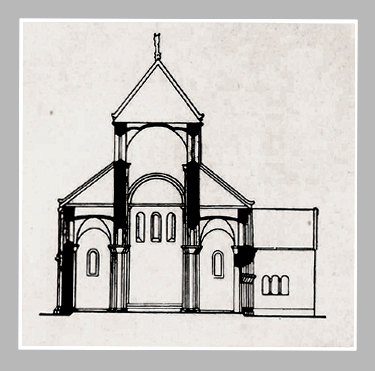
A műemléktemplom metszetrajza

Alaprajza keletelt, háromhajós, keresztház nélküli, hajónként egy vonalra helyezett félkörös szentélyekkel záródik. Felépítése bazilikális, átmenő boltozatú (a 17. században megújított boltozattal), két nyugati toronnyal, kegyúri karzattal, fő- és déli oldalkapuval. A tornyok alsó szintje – a hazai elrendezésre jellemzően – a templomtérbe kapcsolódott, és csak az északi toronyba utólag beépített lépcső miatt falazták el az egyiknél.
A megrongált templom barokk sisakokat kapott, 1858–65 és 1872–79 közt pedig Essenwein nürnbergi építész purisztikus elvek szerint restaurálta, tornyait csürlős sisakképzéssel számottevően felmagasította.
Figyelemreméltó a zárt épülettömegének tömör megjelenése, mely különösen az apszisok felől világosan érzékelteti a belső tér bazilikális és szentélyekkel bővülő alakítását. Ez olasz befolyás érvényesülését mutatja, az egyébként szinte ugyanolyan mértékben érzékelhető francia hatással szemben. Mértéktartó falfelületeiből leghangsúlyosabban gazdag tagozású és díszítésű főkapuzata emelkedik ki, mely az esztergomi kapu-típus magas fejlettségű képviselőjeként értékelhető.
Kereszthajója nincs. A nyugati főhomlokzat egyszerű, sima falfelületein kevés a díszítés. A két torony felső részén szintenként egy-egy kis méretű, két-, illetve háromosztásos ablak, a háromszögletű oromfalon egyszerű kör alakú ablak. Az alsó szinten és a keleti homlokzat apszisain szépen faragott párkány fut végig, az apszisokat féloszlopok tagolják.
A főhomlokzat nagy, díszítetlen felületeivel éles ellentétben áll a félköríves főkapu és a déli mellékkapu gazdag kiképzése. A bélletes kapuk levéldíszes oszlopfői, az oszlopközöket kitöltő növényi ornamensek a – jáki templommal együtt – a hazai román kori művészet legszebb alkotásai közé tartoznak.
A templom belső elrendezése világos, áttekinthető. A magasra kiemelkedő főhajót a mellékhajóktól pillérek választják el, az előcsarnok fölött az épület teljes szélességében karzat húzódik. Bár a templom alapvetően megőrizte eredeti formáját, a hajók dongaboltozata már későbbi, valószínűleg a 17. századból való. A szószék, az oltárok, a színes ablaküvegek, valamint a berendezés nagy része a 19. századi helyreállításkor készült, ekkor javították ki a külső faragványok és a belső díszítések sérüléseit is. A főoltáron Szent Jakab szobra látható, lábánál a templom kicsinyített másával.
A lébényi templom, egykori bencés apátsági templom fennállásának 800 éves évfordulóját 2006-ban ünnepelték. Az évfordulós megemlékezések kezdeteként 2005 augusztusában Pápai Lajos megyés püspök felszentelte a templom új nagyharangját, Gombos Miklós harangöntő mester munkáját.

### Külső részletek

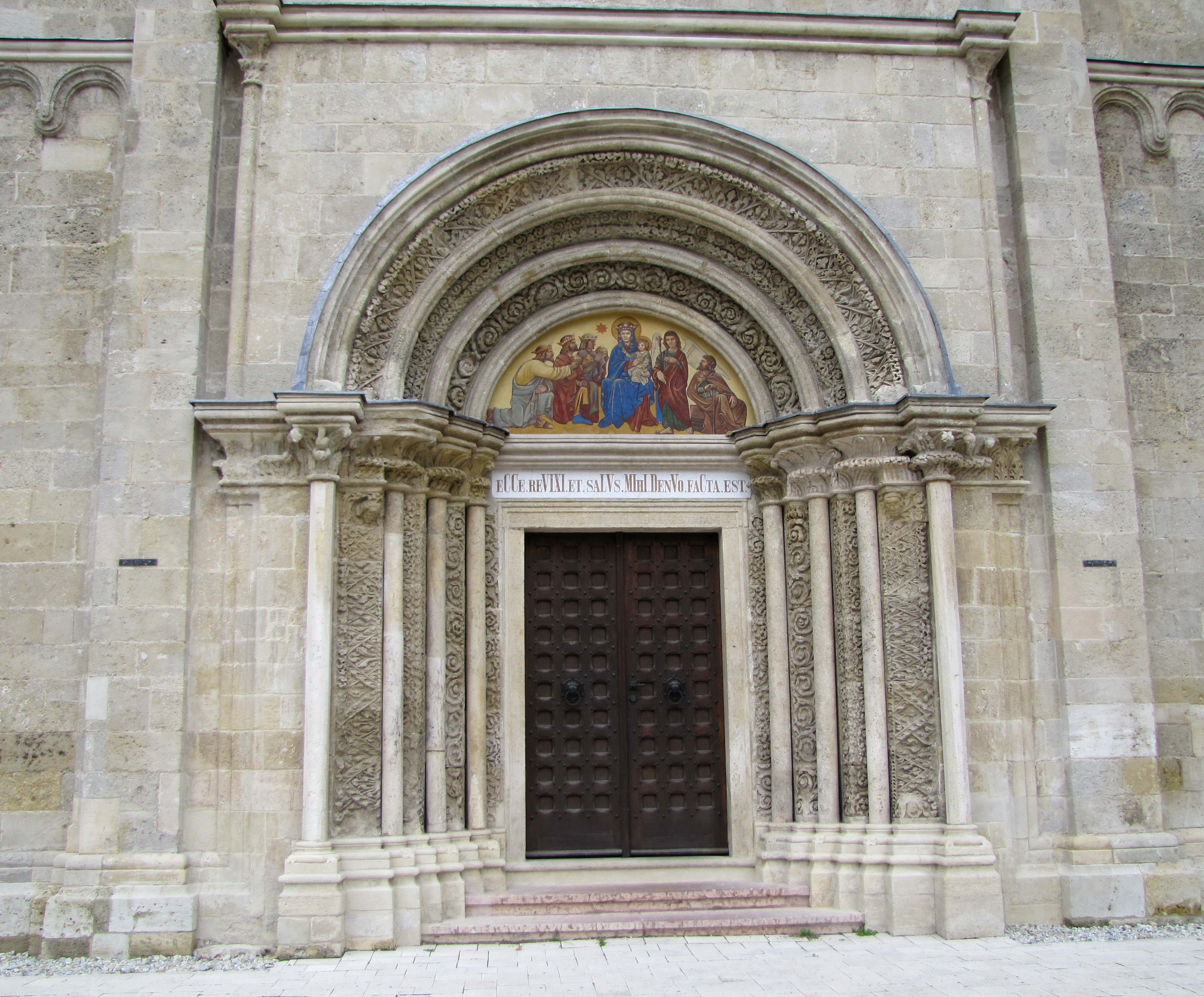
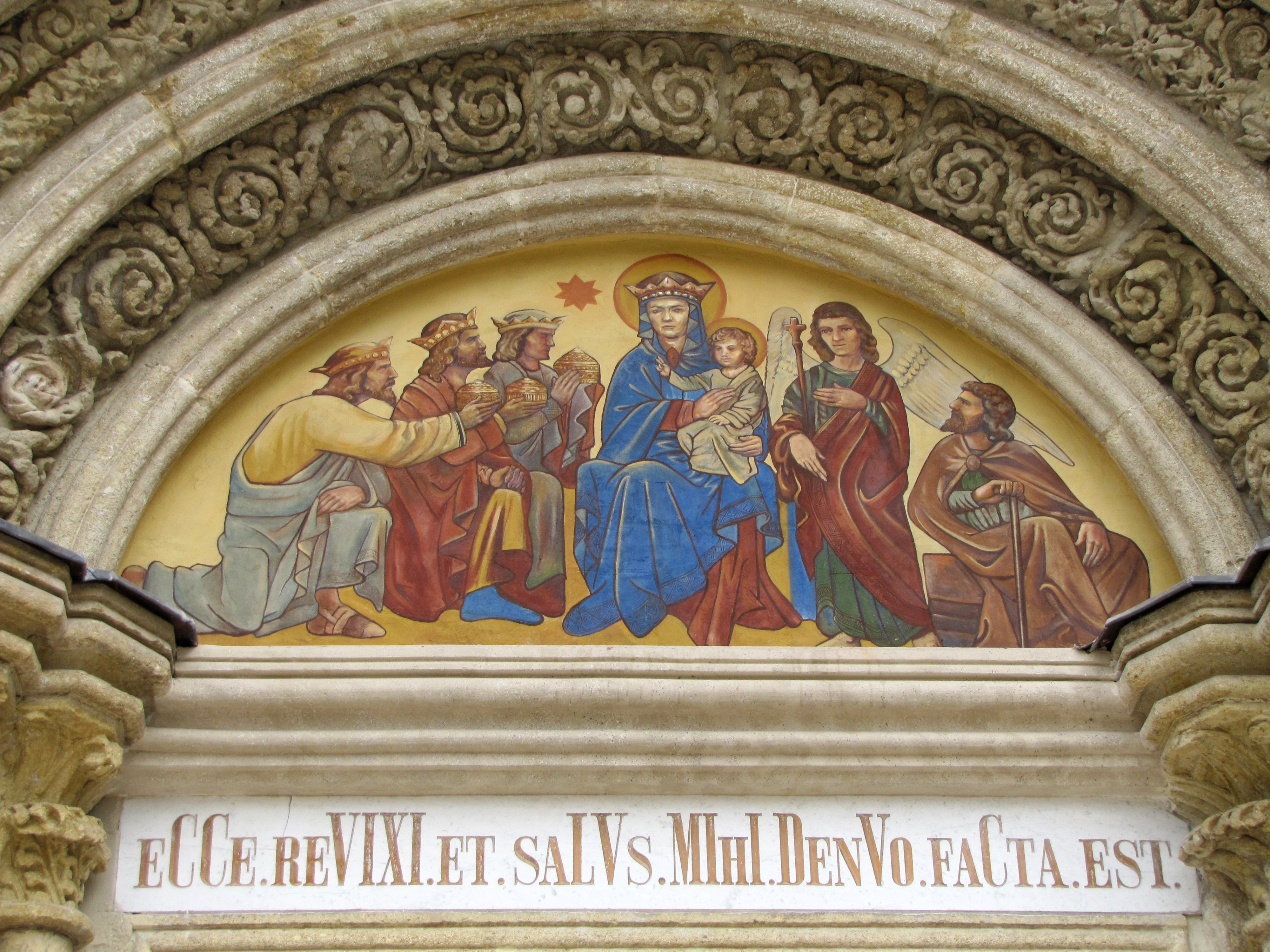
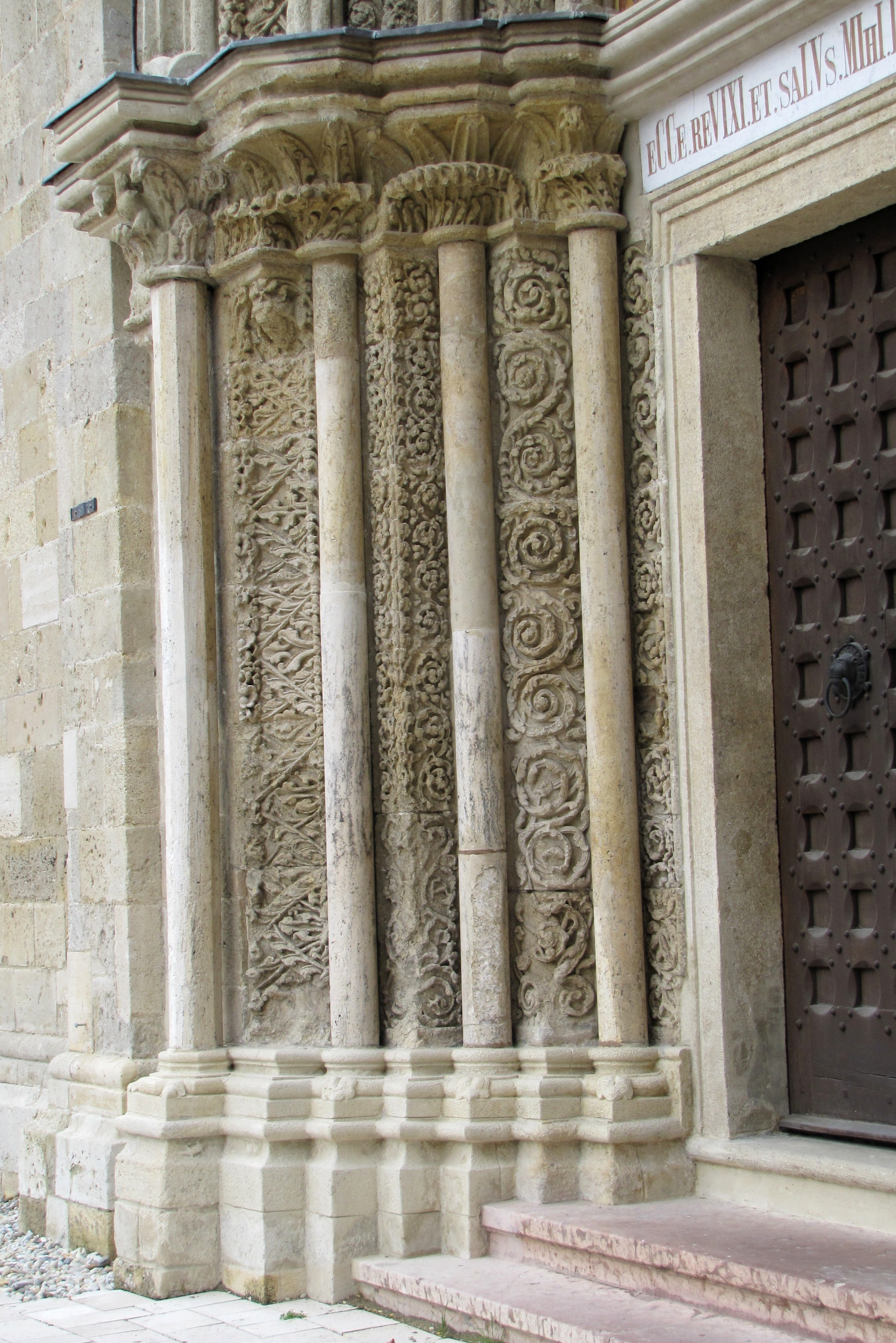
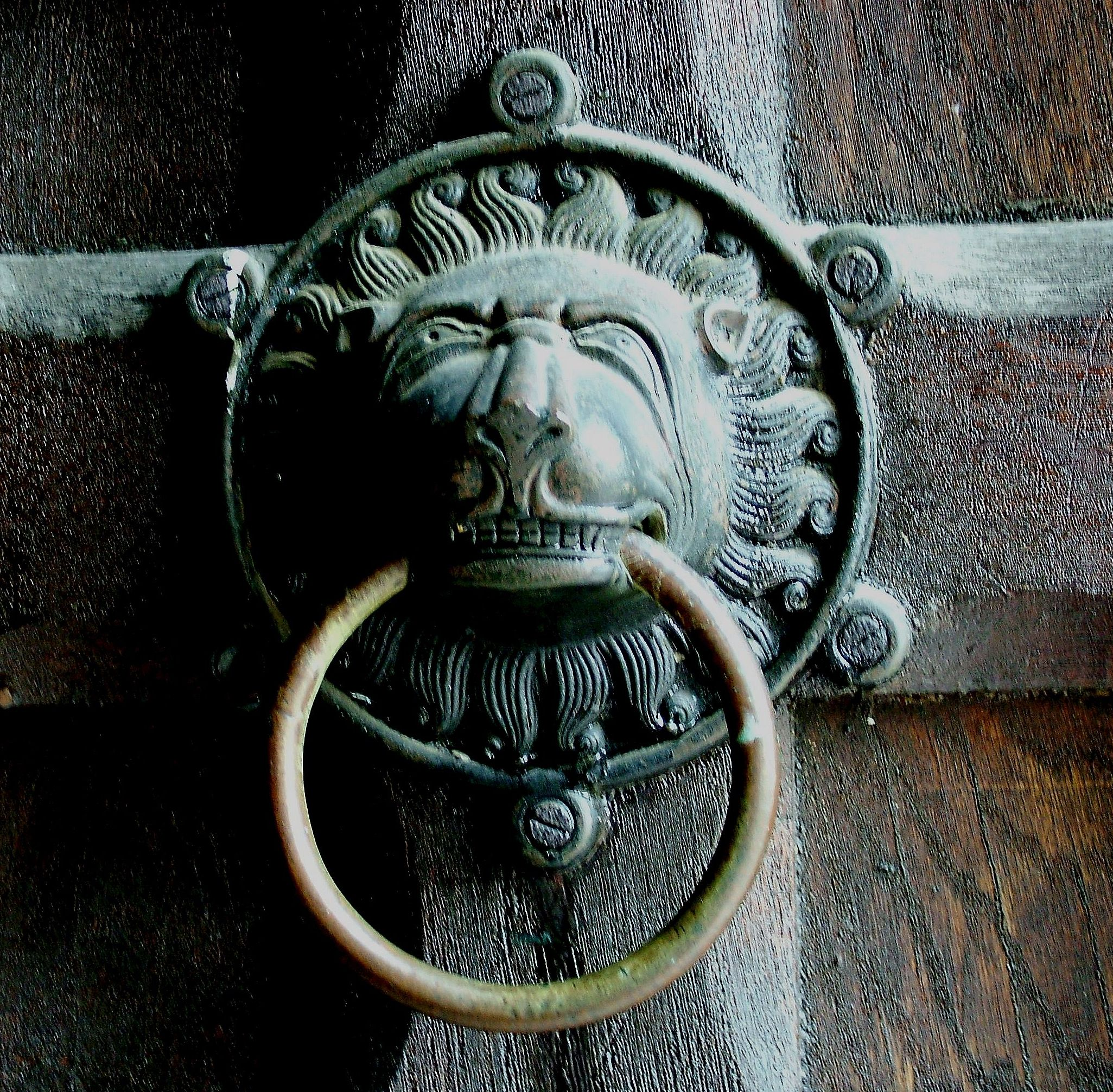
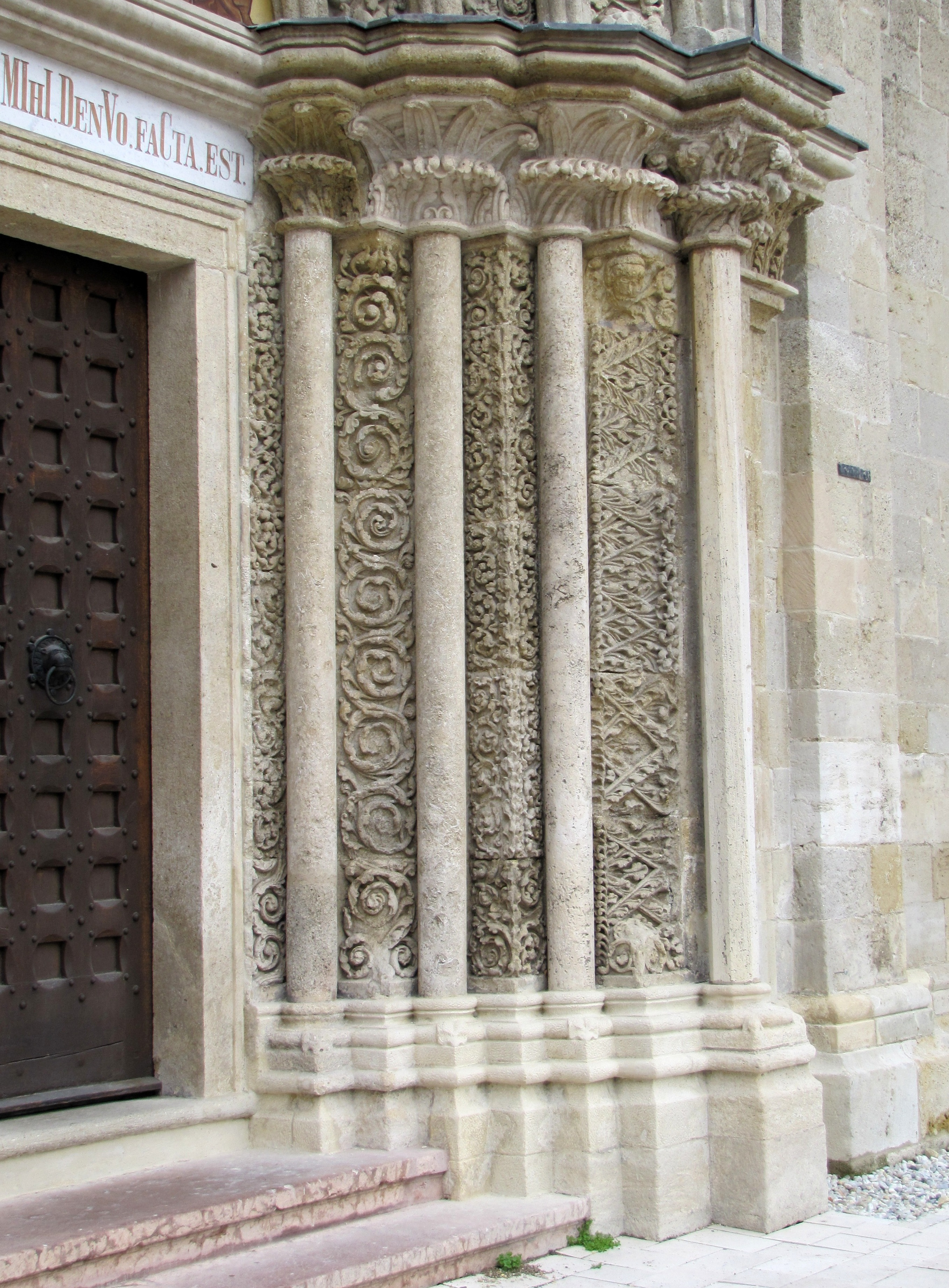
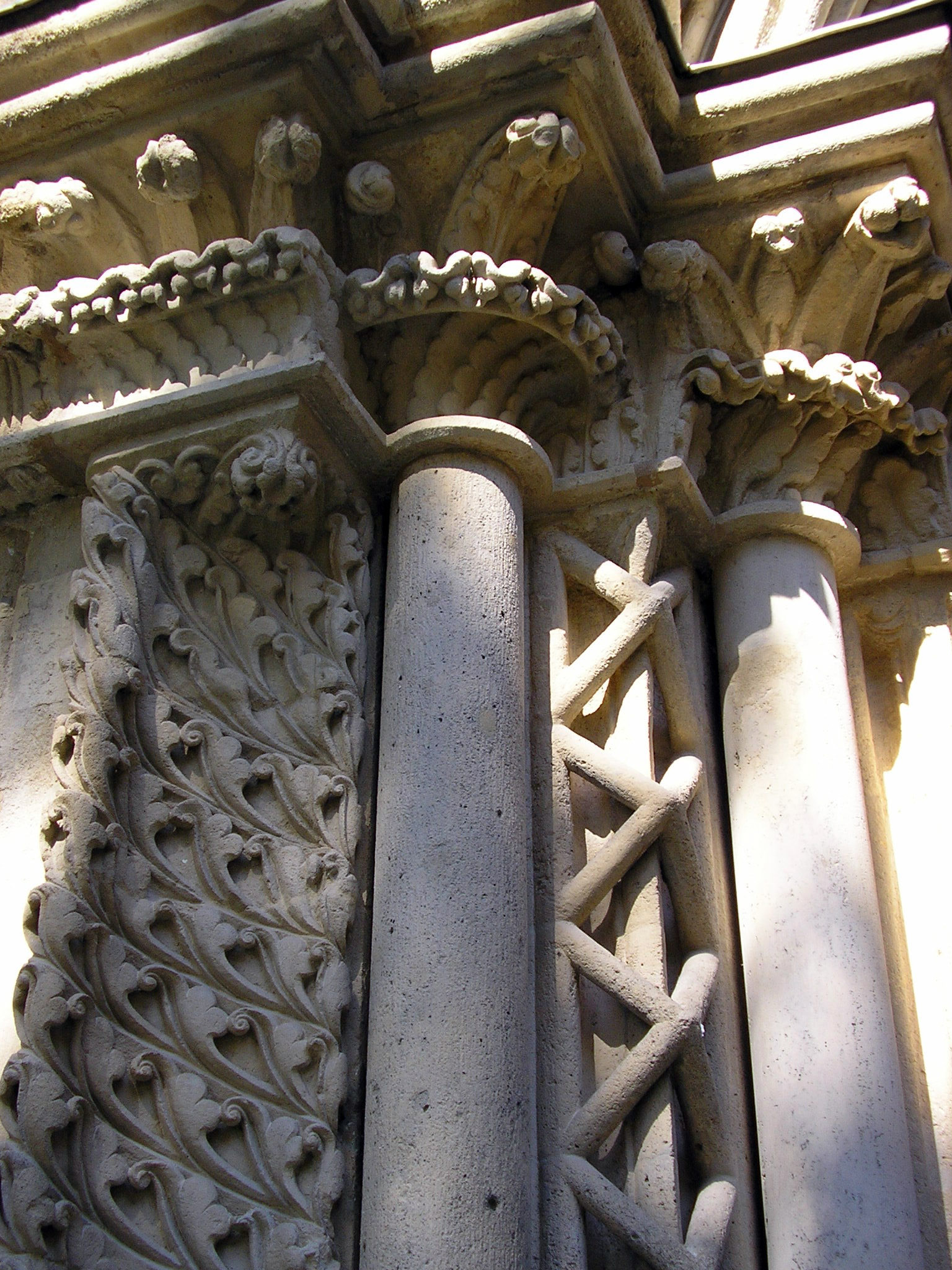
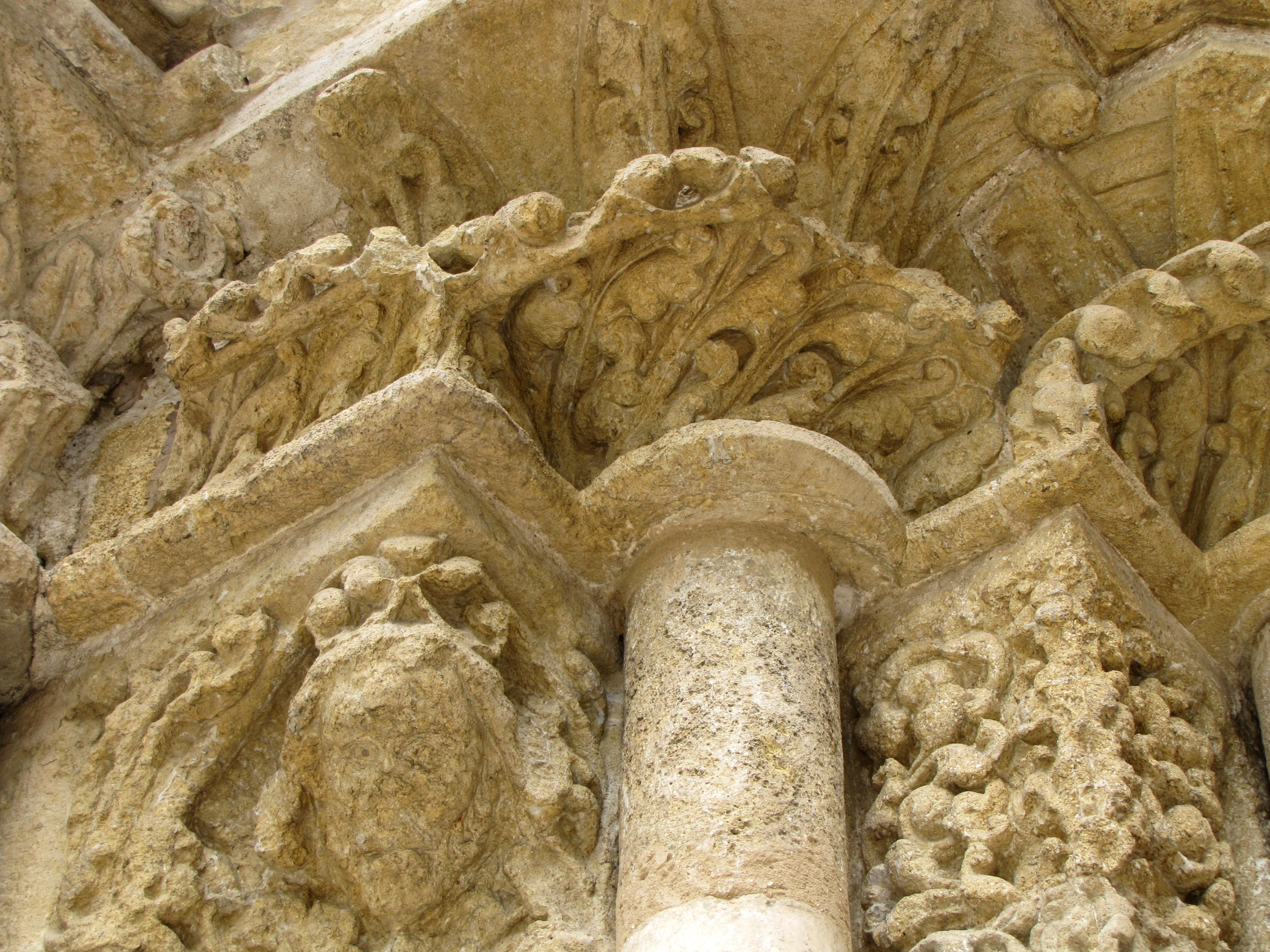
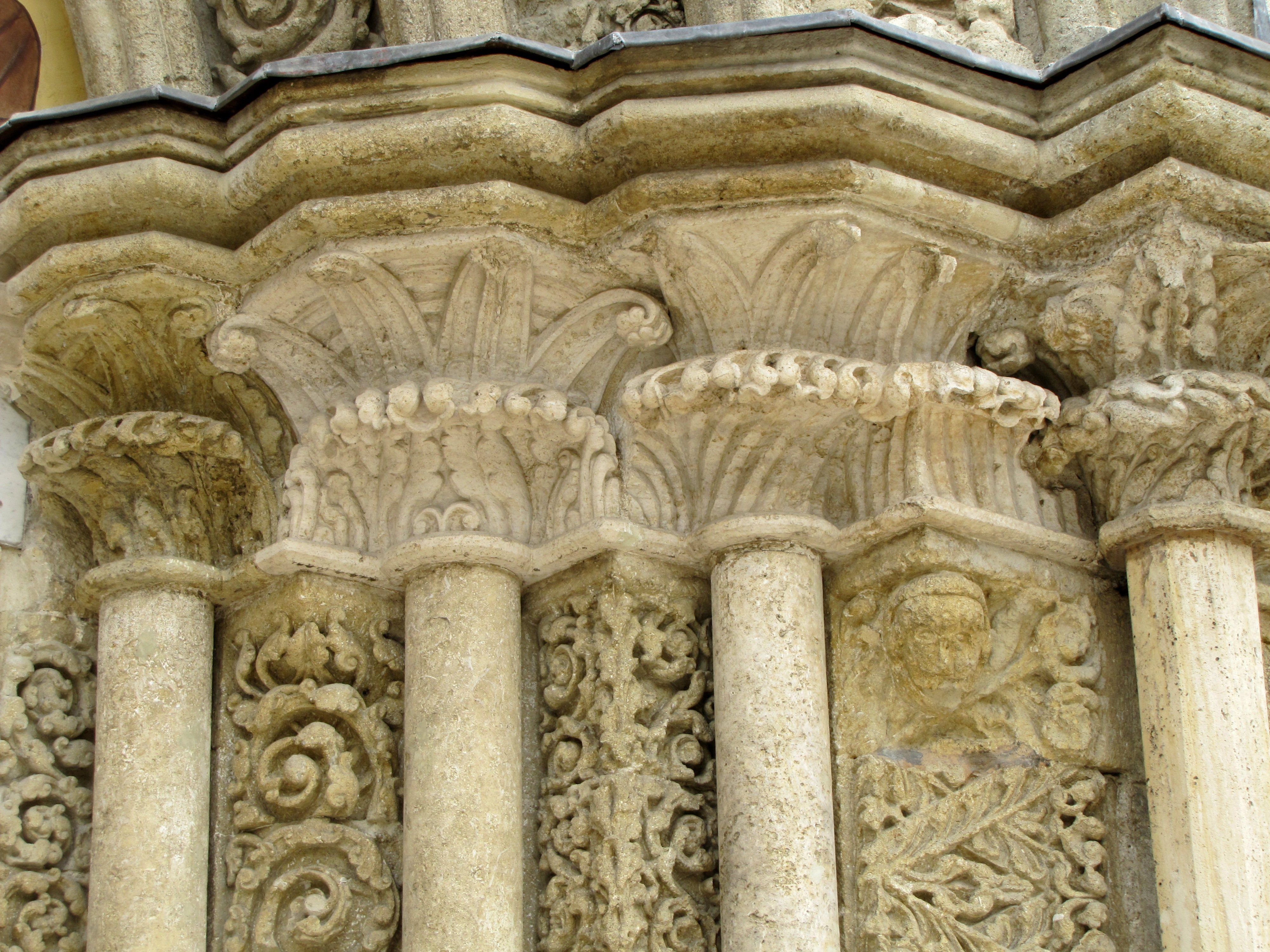
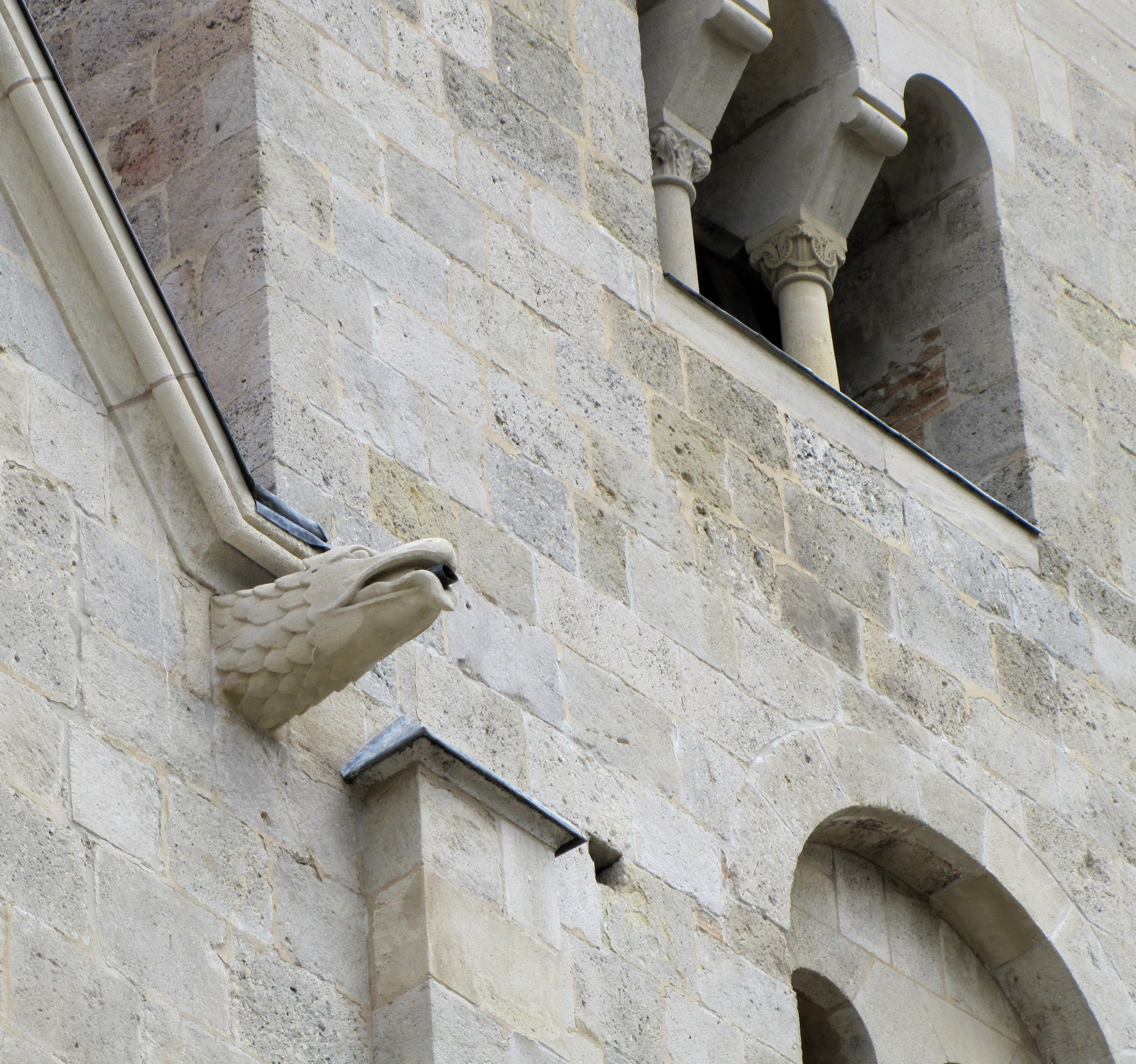
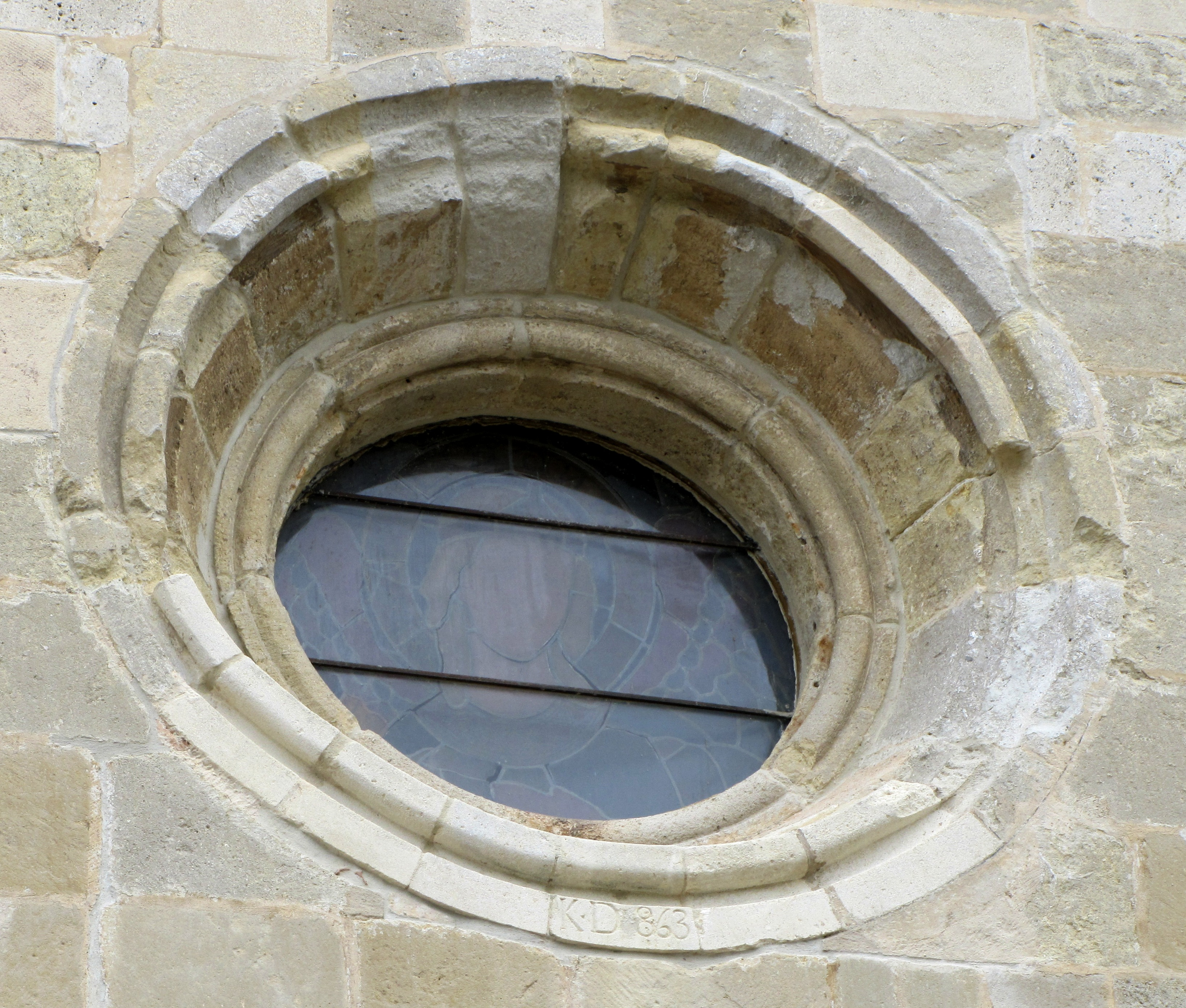
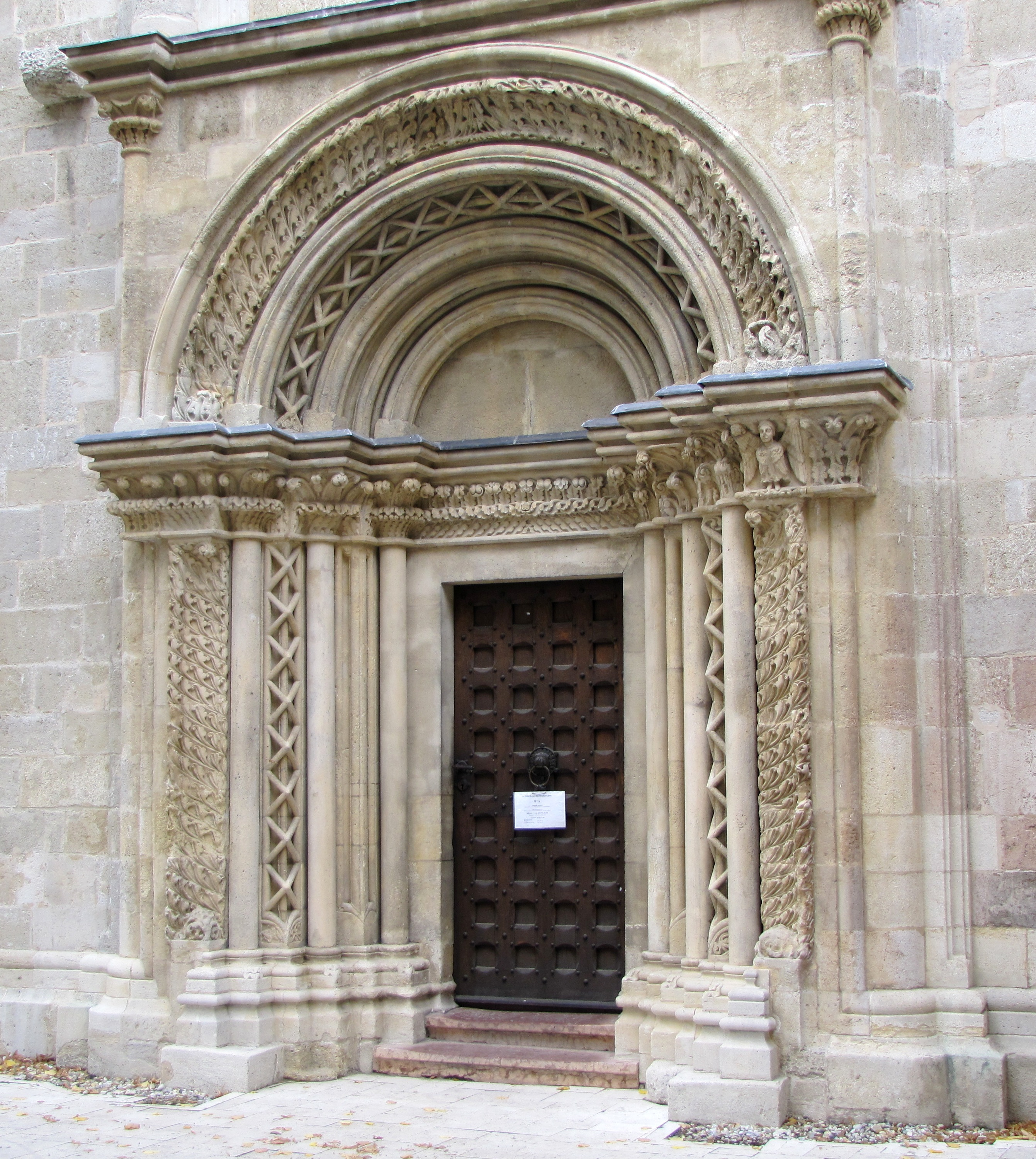
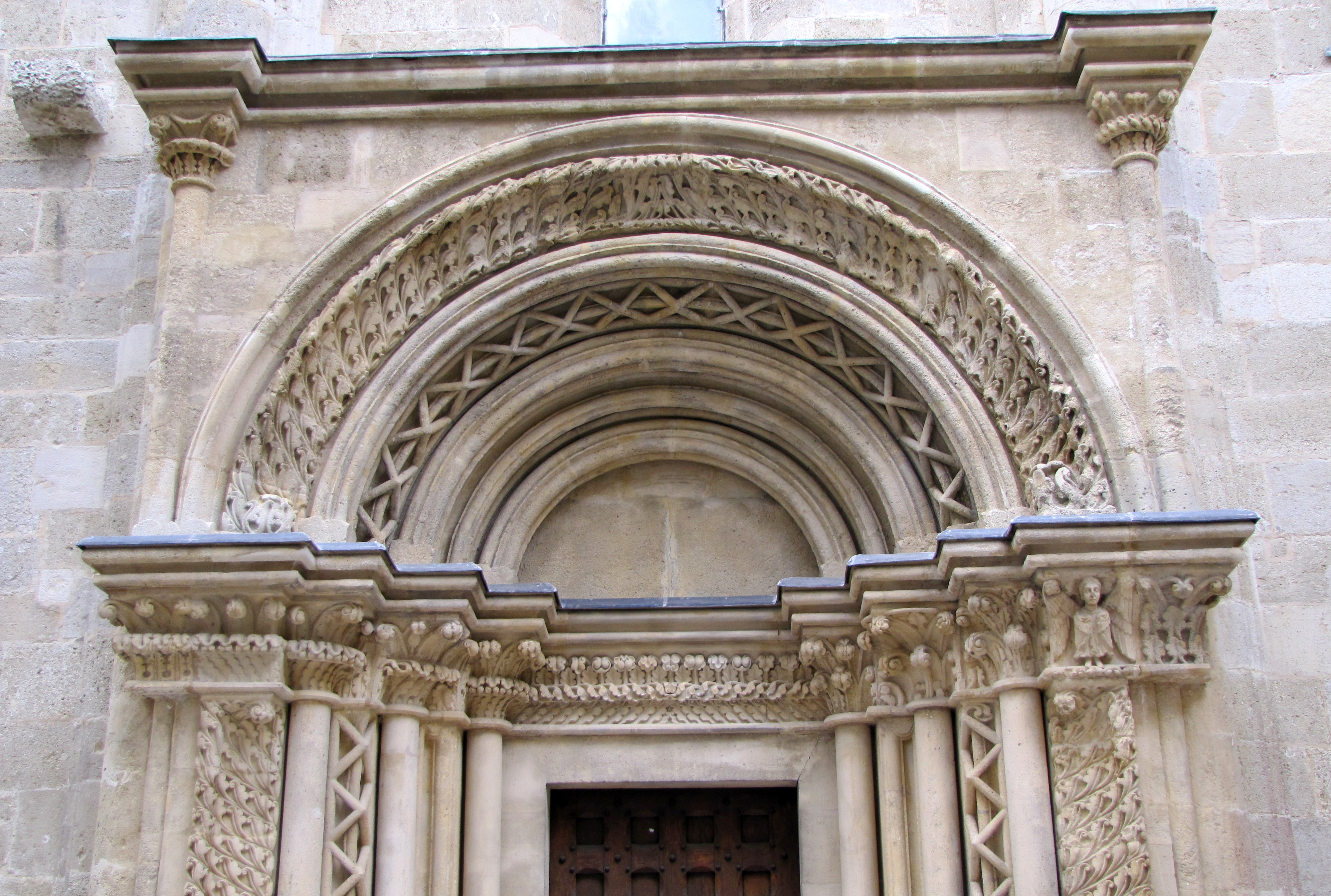
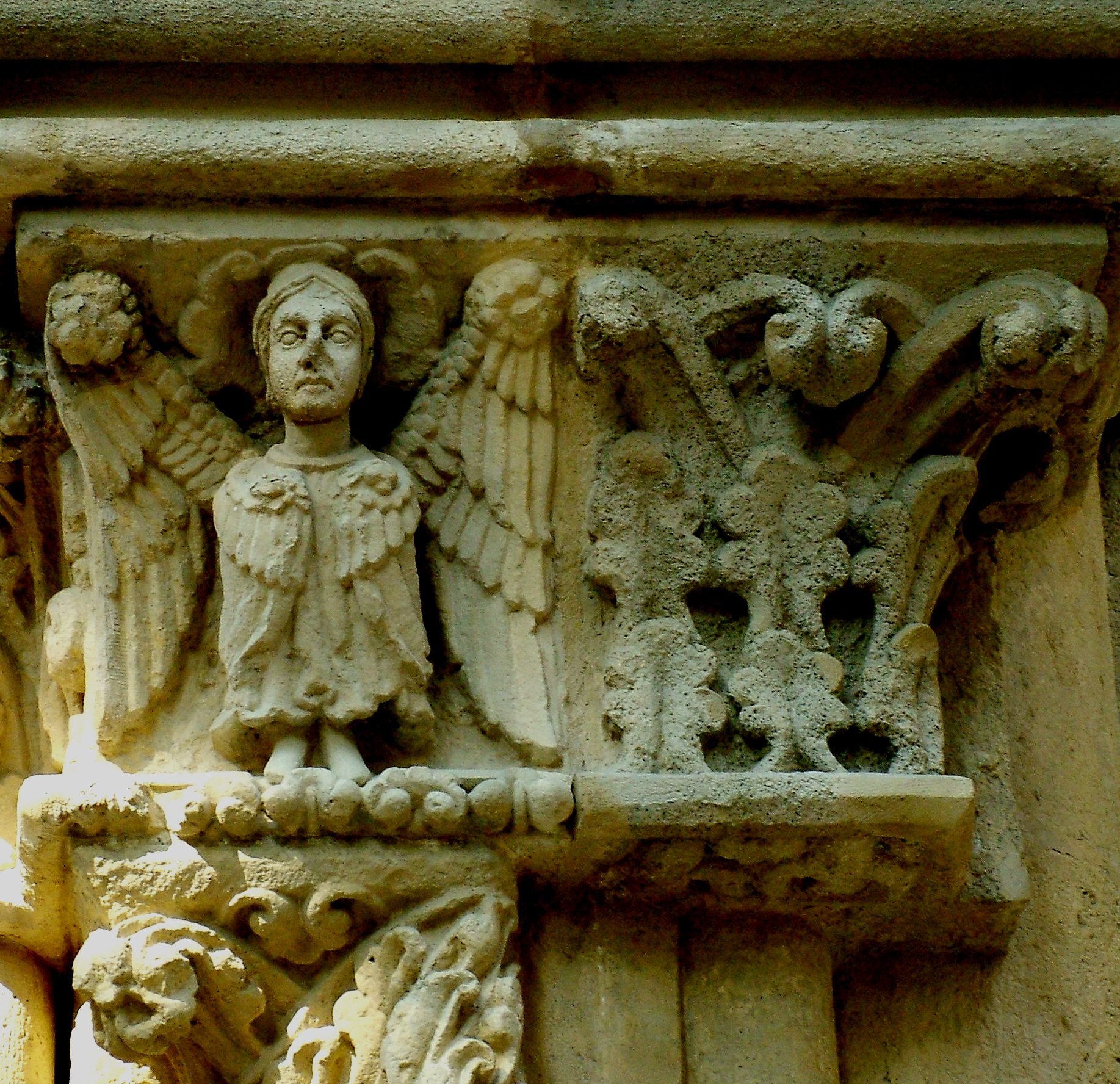
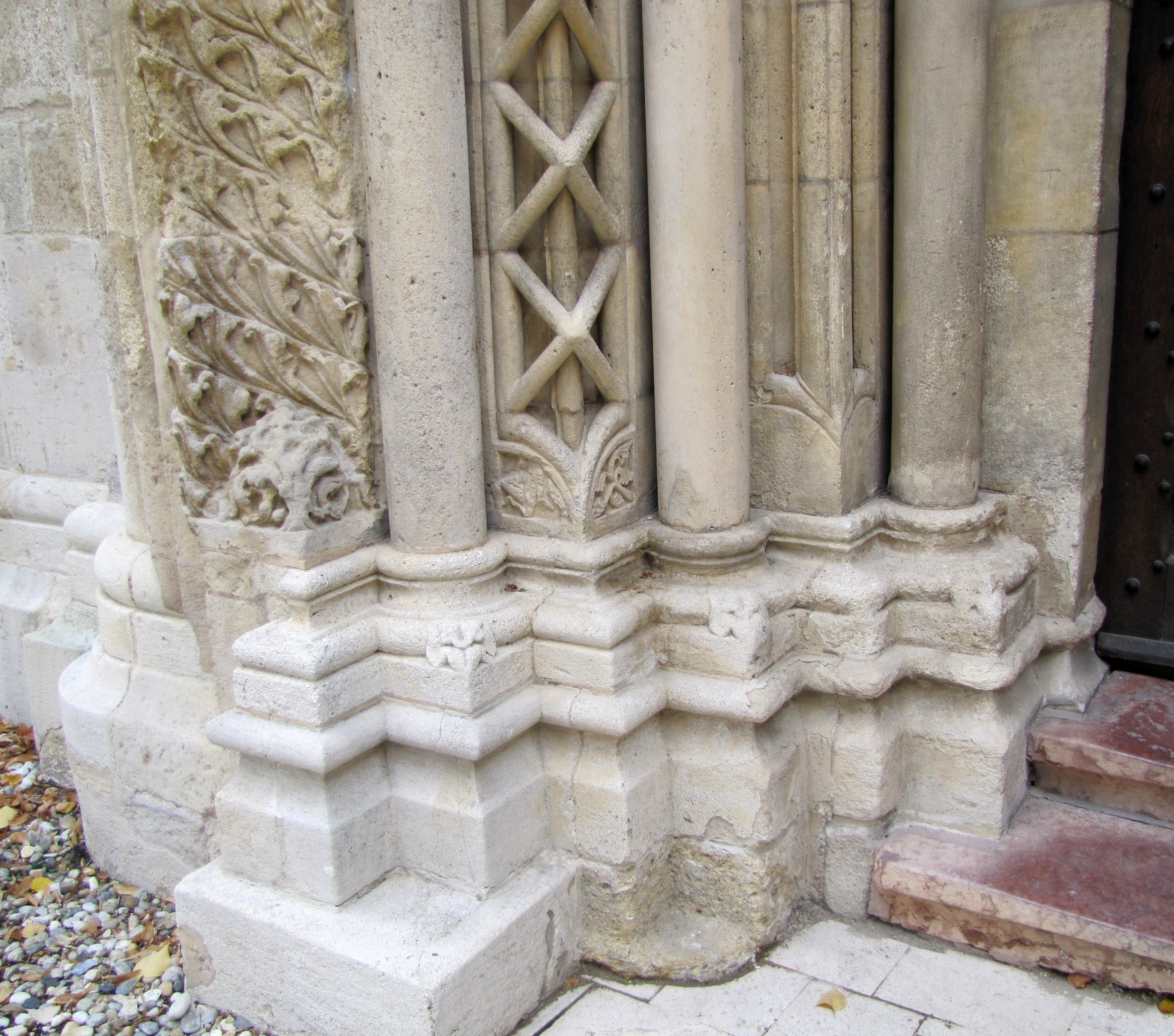
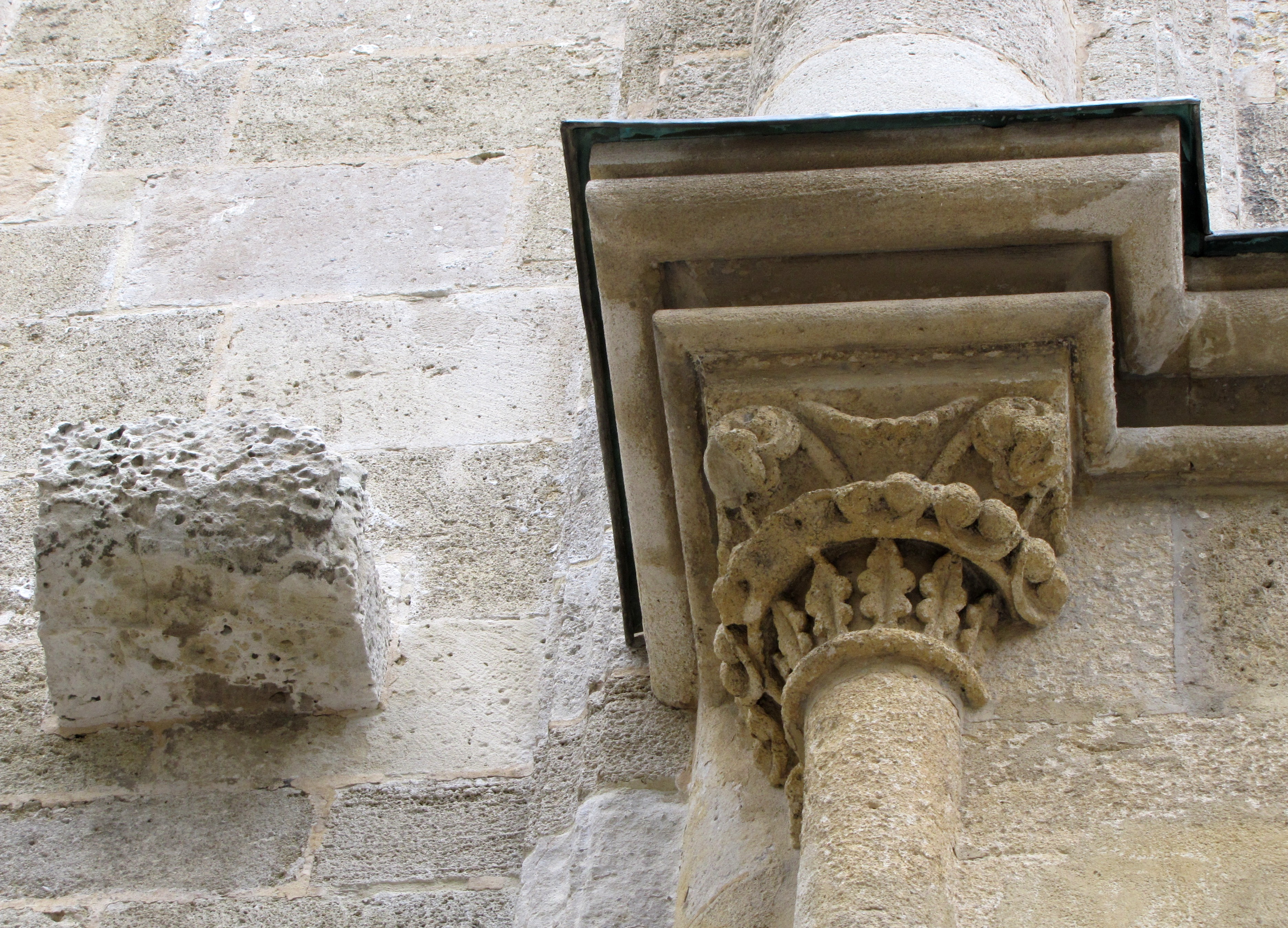
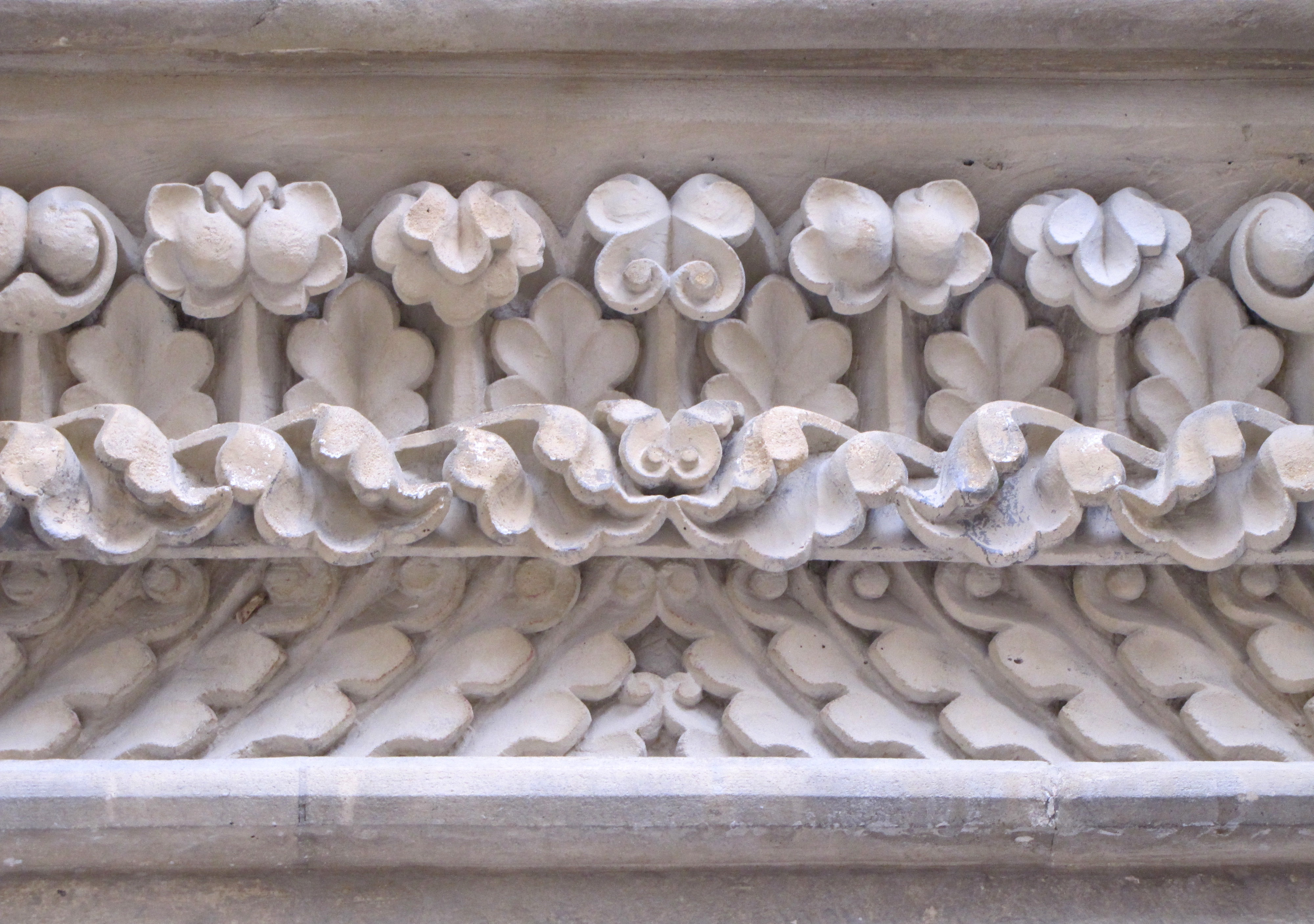
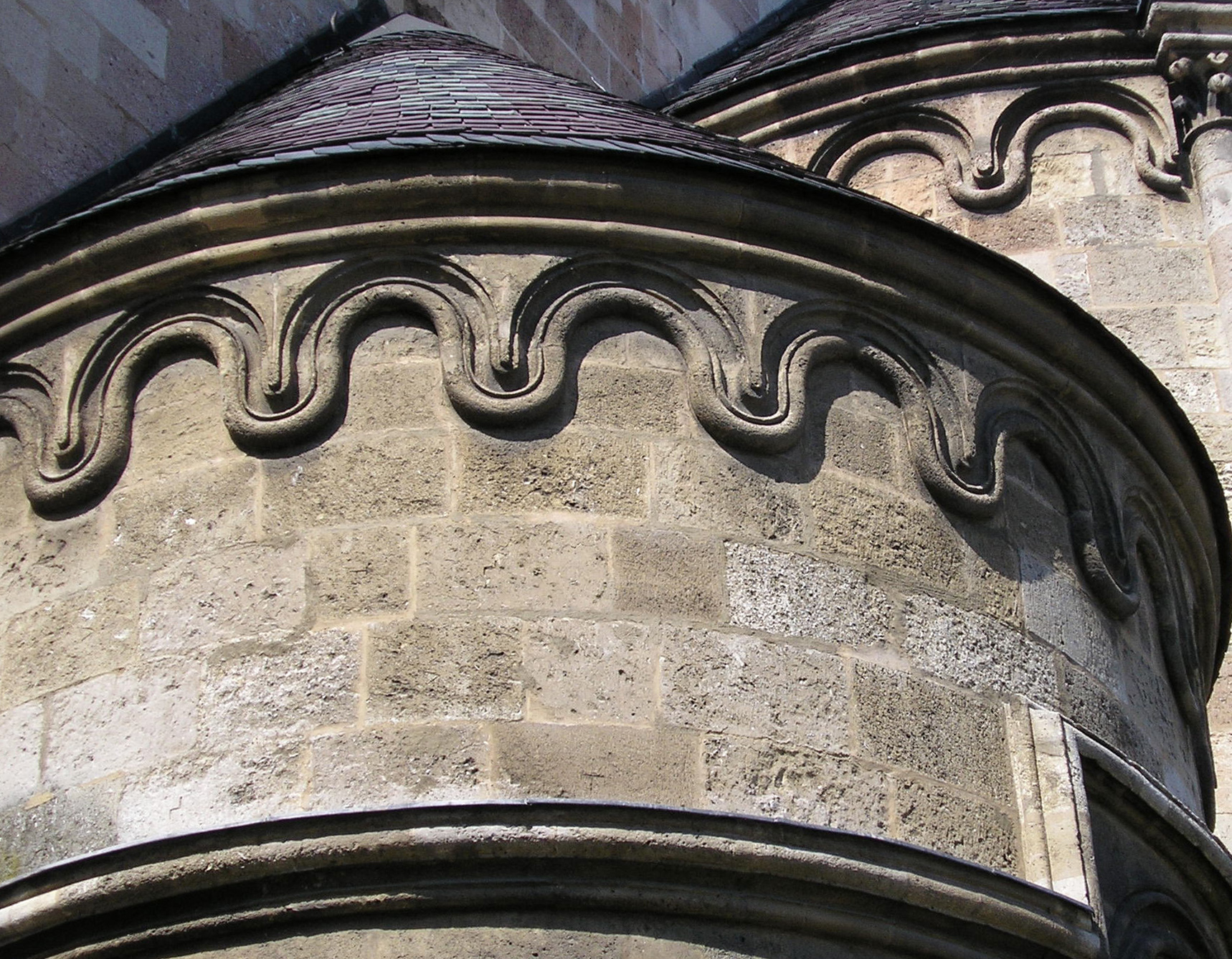
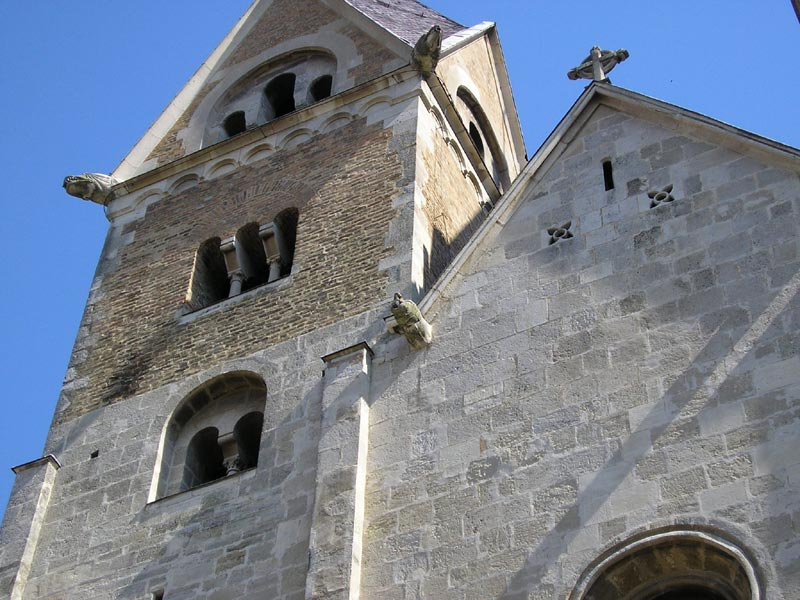

## Képek

### Belső részletek

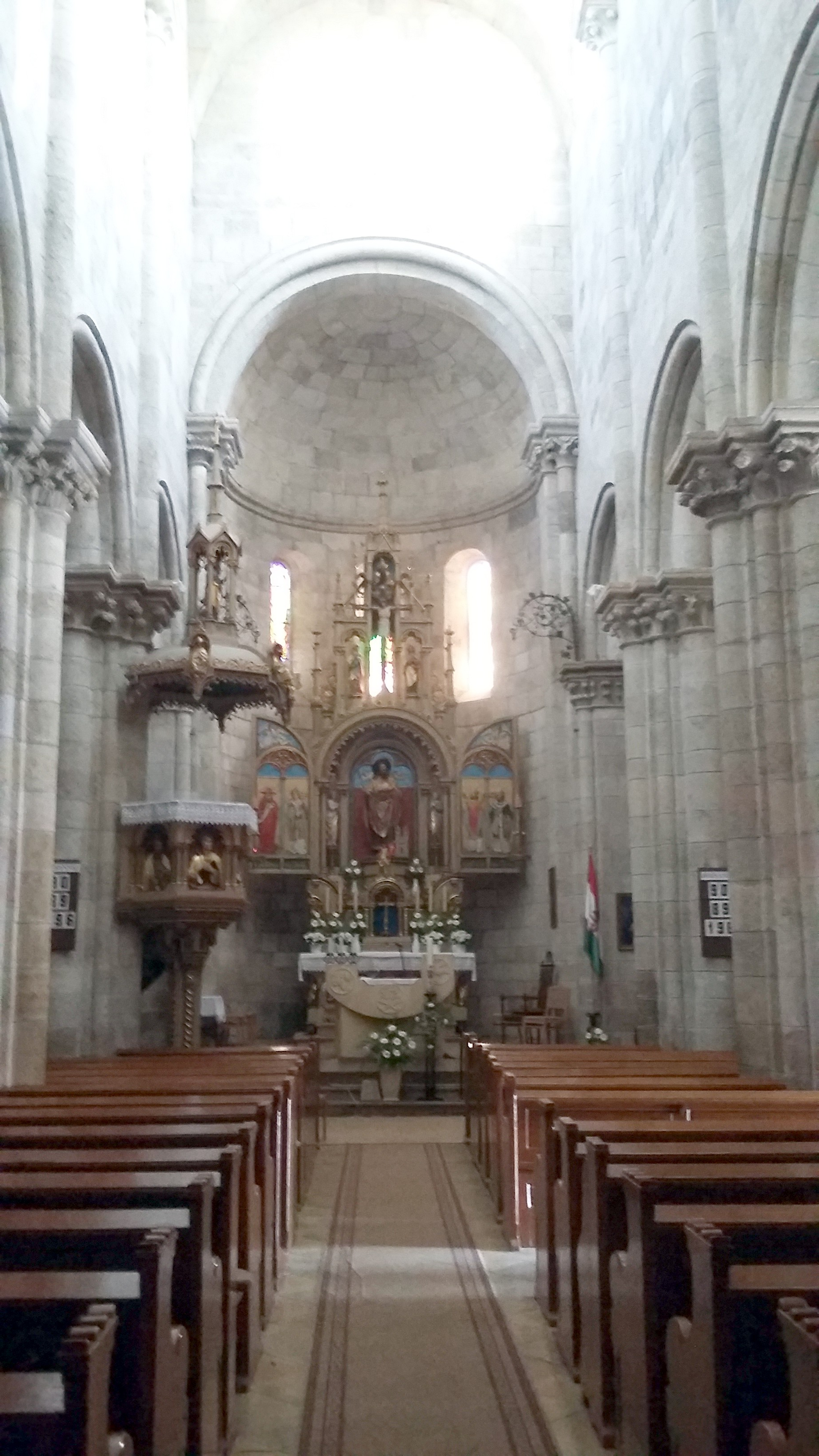
Főhajó
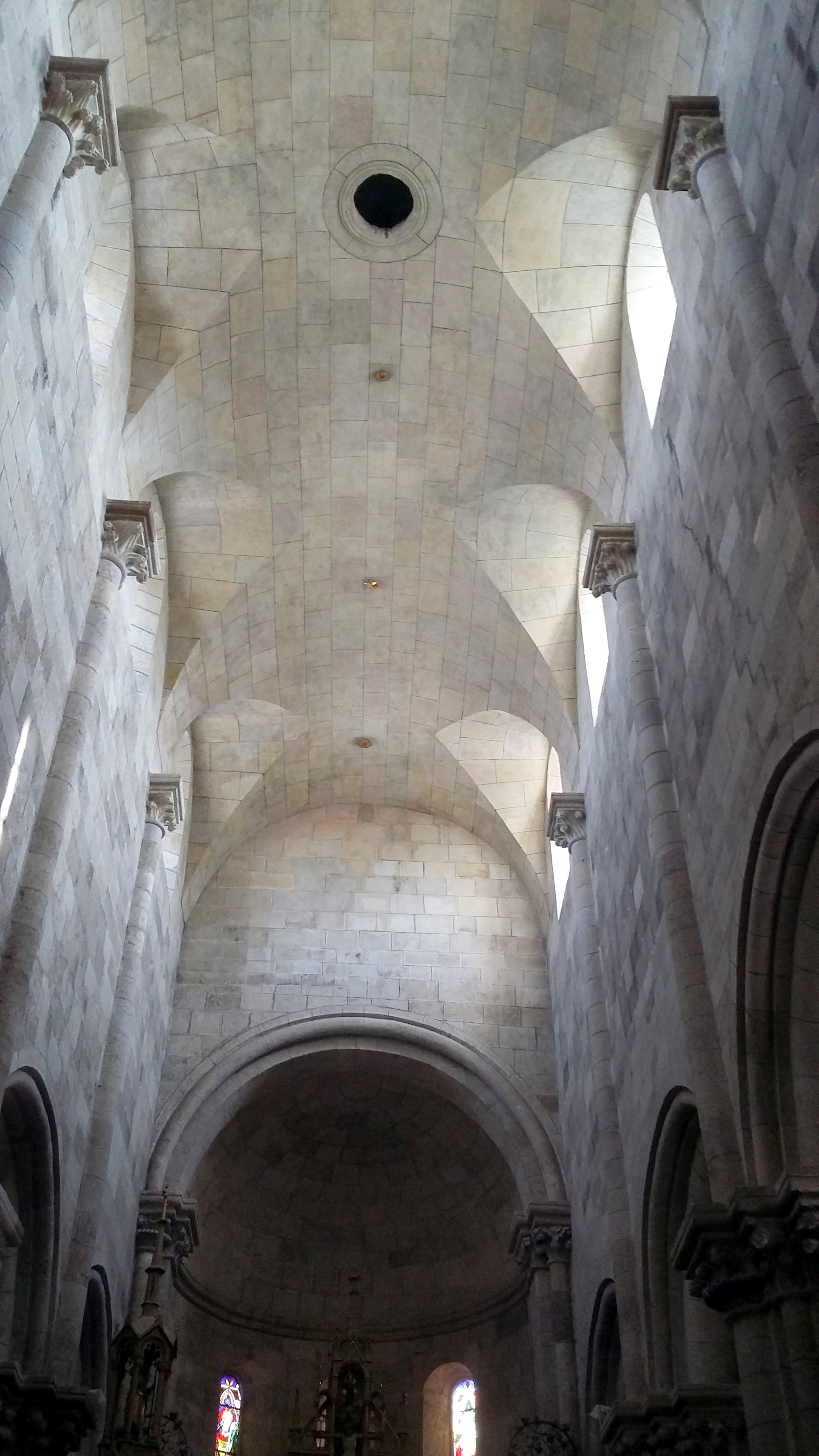
Főhajó
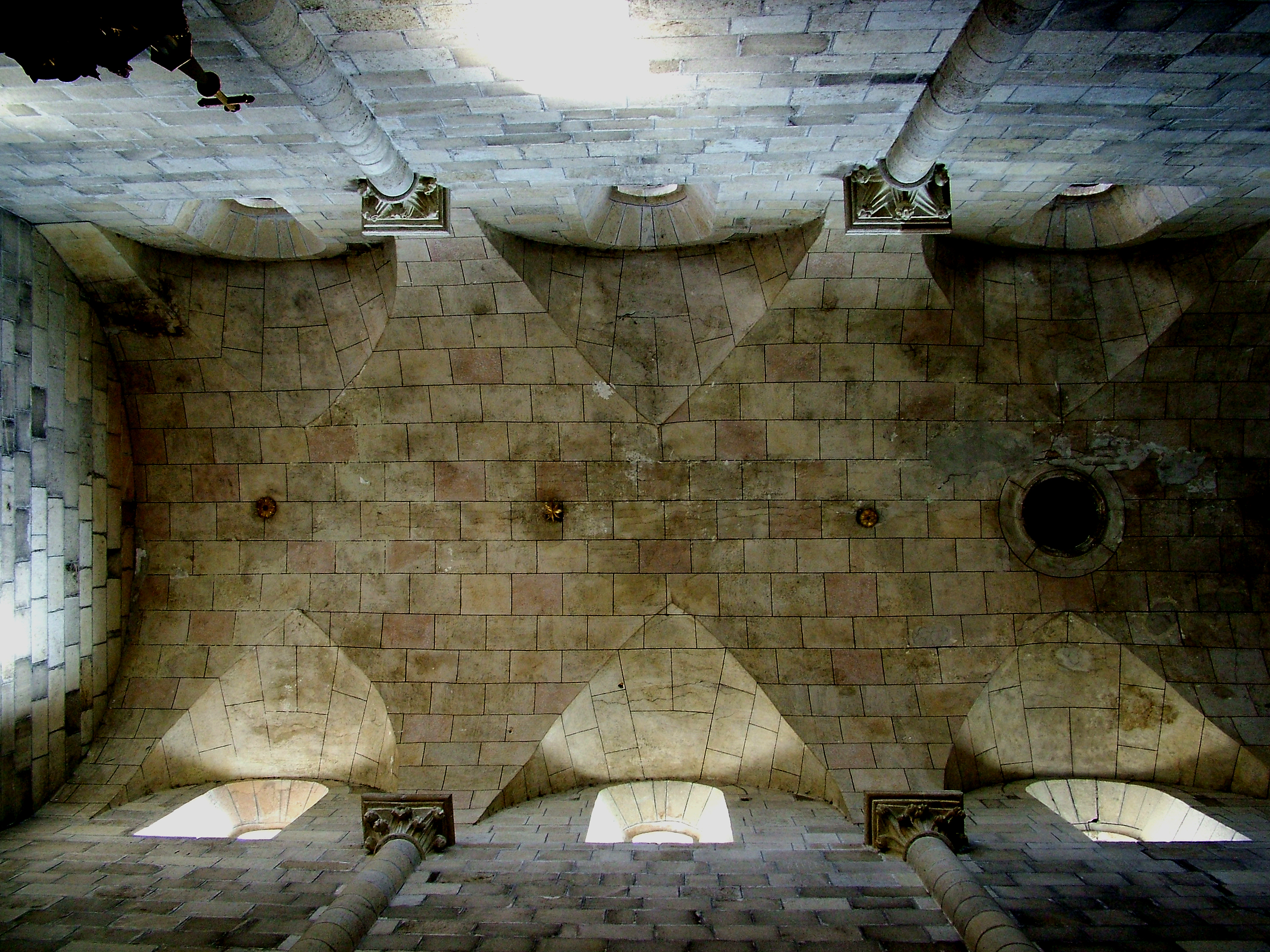
A főhajó boltozata
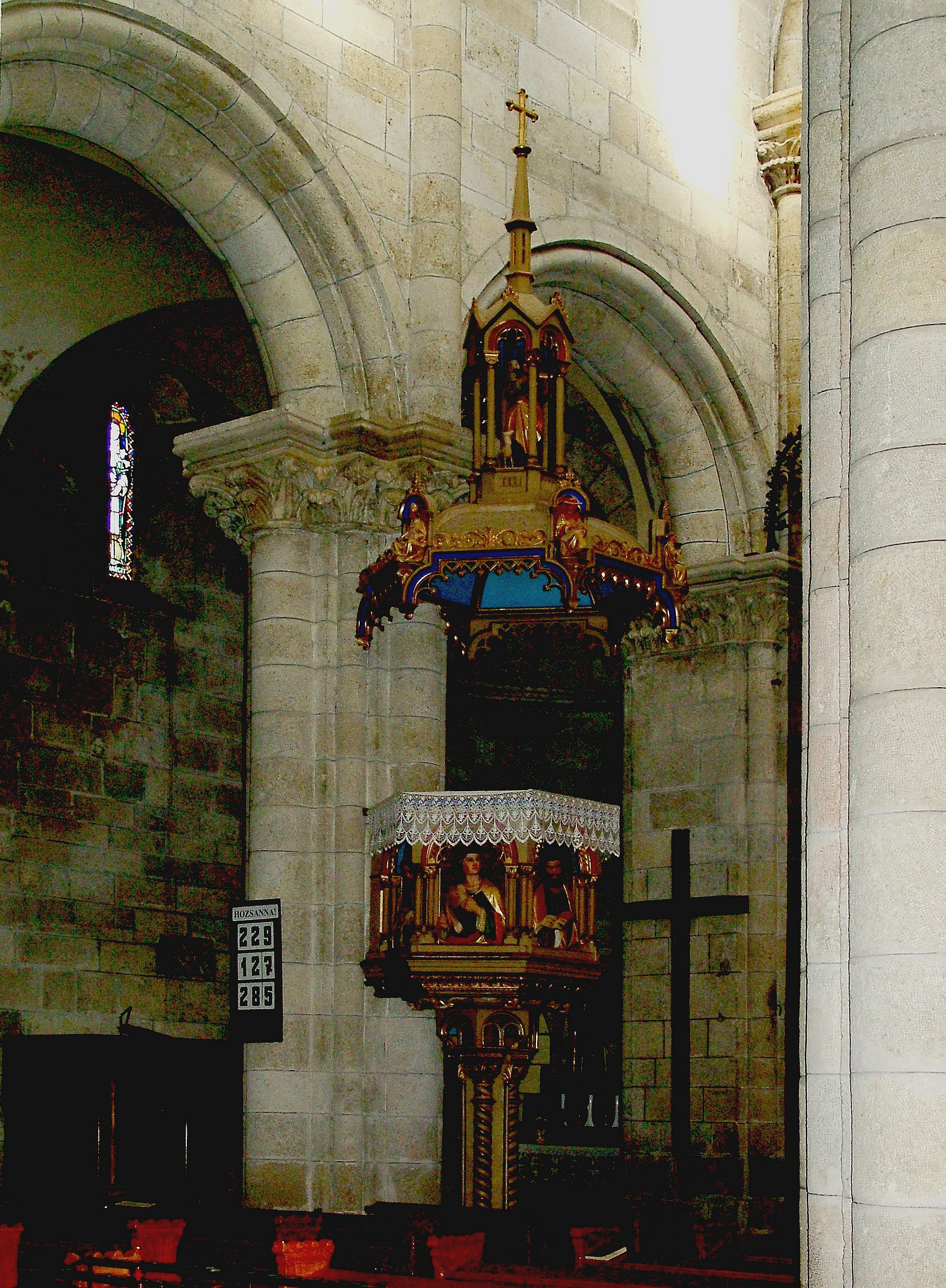
Szószék
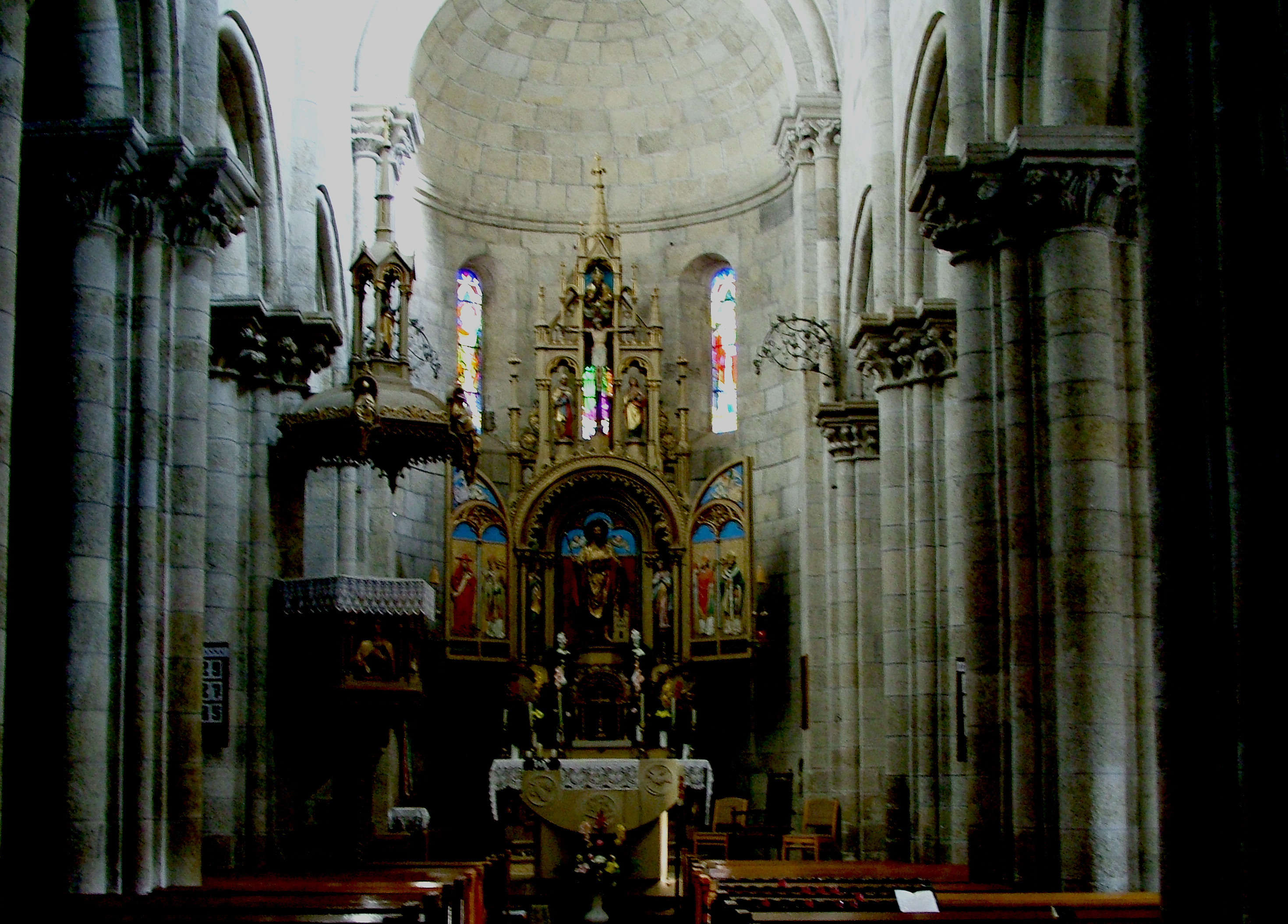
Főhajó és szentély
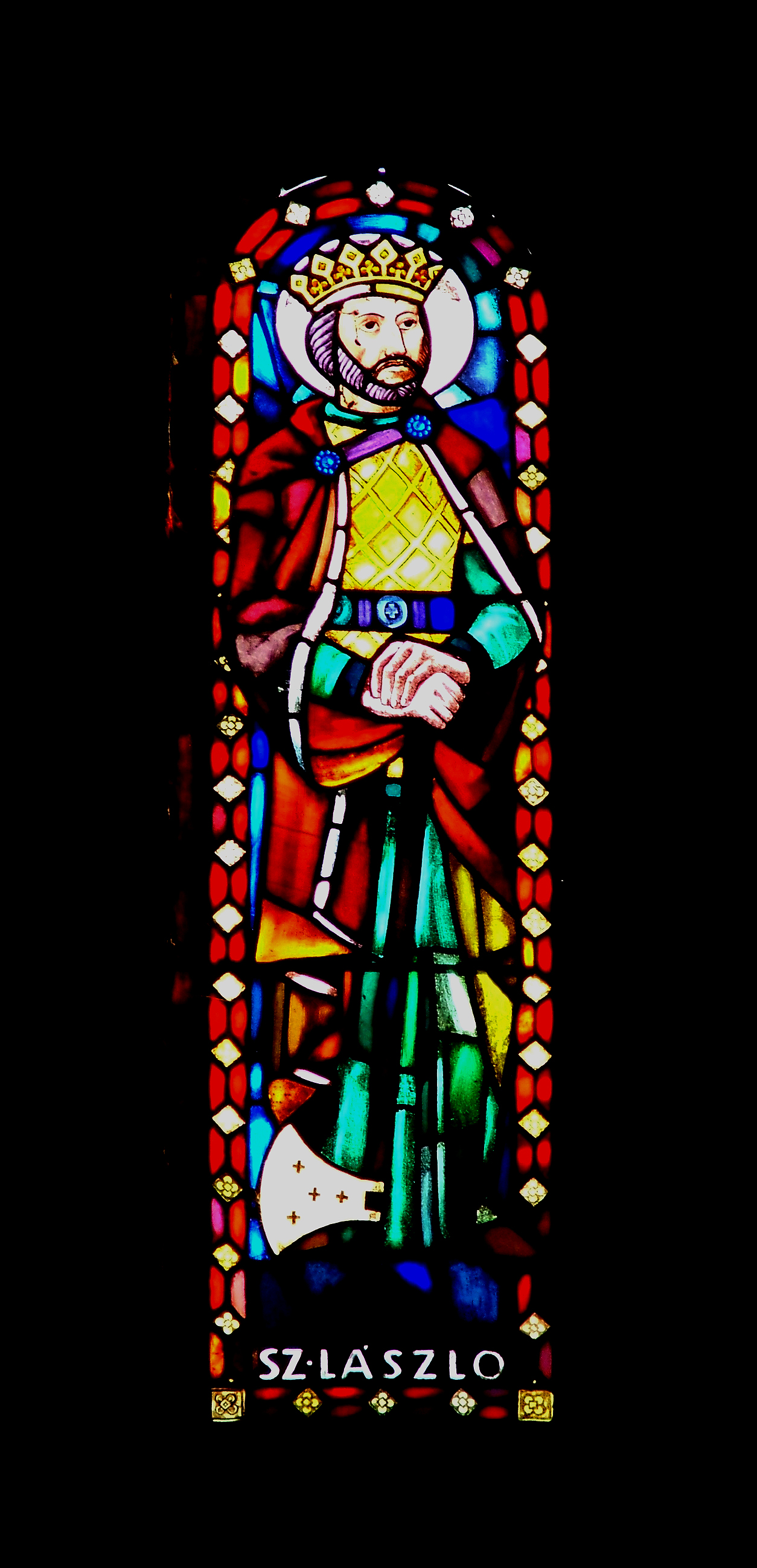
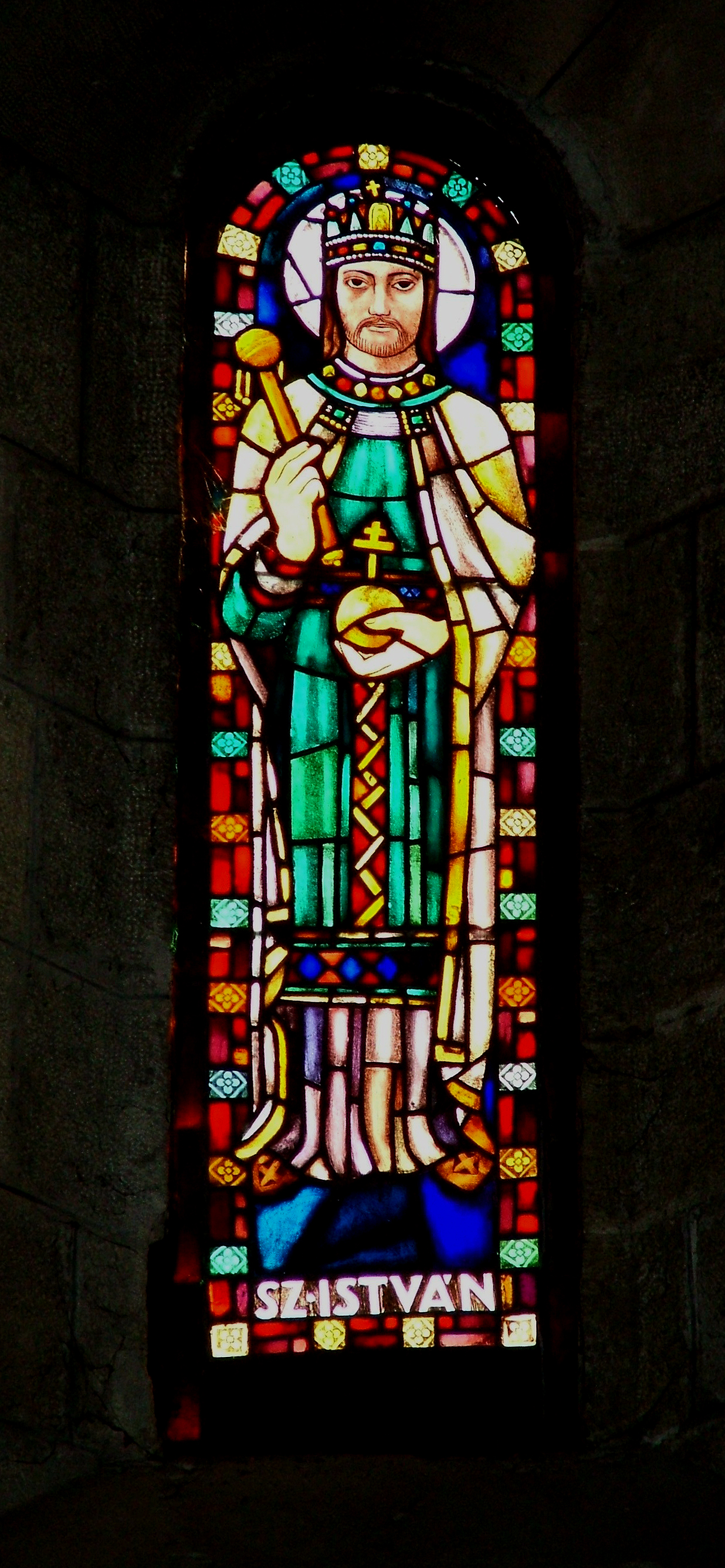